# SV Britannia
Die Sport Vereniging Britannia ist ein Fußballverein aus Piedra Plat auf Aruba. Neben der Männermannschaft, die in der Division di Honor (Ehrendivision), der ersten Liga Arubas spielt und viermal arubanischer Meister war, gibt es ein Frauenteam sowie Jugendmannschaften für Jungen und Mädchen.

## Geschichte

### Gründung
In den 1950er Jahren spielten viele Jugendliche in den Siedlungen um Piedra Plat Fußball. Im August 1957 trafen sich etwa 20 dieser jungen Leute im Haus von Mama Chuchu (Johana Sofia) Croes Lampe und beschlossen, unter Leitung von Ripoldo Croes die Gründung eines Vereins als Sammelbecken für all diese Jugendlichen in Angriff zu nehmen. Schon bei diesem ersten Treffen wurden die Farben für die Spielkleidung (gelb-rotes Trikot, blaue Hose) und der Name festgelegt. Zu dieser Zeit hatten mehrere Teams auf Aruba Namen, die sich auf im Fußball erfolgreiche Länder bezogen: Holandia war beliebt, auch Colombia; die Jugendlichen beschlossen, ihren Namen nach der „Geburtsinsel“ des Fußballs, Großbritannien, zu wählen. Die Vereinsgründer erstanden ein Stück Land als Fußballplatz, und am 12. Oktober 1958 wurde der Verein offiziell aus der Taufe gehoben.

### Erfolge und Misserfolge in der Liga
Im April 1959 spielte die erste Mannschaft des SV Britannia um den Juliana-Beker (Juliana-Pokal) und verlor erst im Finale gegen die Dutch Marines, die Mannschaft der niederländischen Marine. Am 16. Mai 1959 fand das erste offizielle Spiel in Piedra Plat gegen die SV Estudiantes aus Oranjestad statt, welches mit 1:4 verloren ging. Das Spiel wurde jedoch am grünen Tisch zugunsten von SV Britannia gewertet, da Estudiantes einen nicht angemeldeten Spieler aufstellte.
In ihrer ersten Saison in der dritten Liga Arubas (2nd division) wurde die Mannschaft 1959 Vierter. Schon 1963 gelang es, die 2nd division als Meister abzuschließen, der erste Aufstieg in die zweite Liga war perfekt; ihm folgte jedoch prompt der Wiederabstieg nach nur einer Saison. Bis 1980 mussten sich die Anhänger der Britannia gedulden, bis erneut der Aufstieg gelang; doch auch diesmal folgte der direkte Abstieg als Tabellenletzter. 1983 schaffte das Team den dritten Aufstieg; diesmal gelang es Britannia, mehr als eine Saison in der zweiten Liga zu bleiben und erst nach dem zweiten Jahr in die dritte Liga zurückzurutschen.
Nach der erneuten Meisterschaft in der 2nd division 1989 blieb das Team konstant in der 1st division, der zweithöchsten Spielklasse also. Nach einem zweiten Platz 1994 folgte Platz vier in der Saison 1999; vor der Playoff-Runde um die Meisterschaft hatte Britannia sogar auf dem ersten Platz gelegen. Was sich hier schon andeutete, wurde 2001 Realität: der SV Britannia stieg in die Ehrendivision, die höchste Spielklasse, auf.

### Ehrendivision und Meisterschaft
Schon im ersten Jahr in der Ehrendivision belegte Britannia Platz drei. In der Saison 2003/04 war Britannia nach der regulären Punkterunde Tabellenführer, belegte jedoch nach der Halbfinalrunde nur Platz zwei und wurde letztlich wiederum nur Dritter der Meisterschaft. In der Saison 2004/05 war Britannia nach der Punkterunde nur auf dem zweiten Platz hinter dem Racing Club Aruba. Diesmal konnte sich jedoch Britannia in den Playoffs durchsetzen: mit 2:1- und 1:0-Siegen wurde die Mannschaft erstmals Meister von Aruba. 2006 konnte das Team dies nicht wiederholen; als Punkterundenvierter kam Britannia zwar ins Finale, verlor jedoch in den Finalspielen gegen den nun zwölfmaligen Meister SV Estrella mit 0:1, 4:1 und 1:2. Im Jahr 2007 war Britannia nach der Punkterunde mit 47 Punkten nach nur einer Niederlage in den 18 Saisonspielen wiederum Erster, landete nach den Playoffs jedoch nur auf Rang drei. 2009, 2010 und 2014 konnte man dann erneut die Meisterschaft feiern.

## Internationale Wettbewerbe
Zweimal hat die SV Britannia bislang an der CFU Club Championship, der Vereinsmeisterschaft des Karibischen Fußballverbands teilgenommen. Im Wettbewerb von 2005 verloren die Aruber in der ersten Runde gegen Surinams Meister SV Robinhood. 2006/07 wurde die erste Runde in Gruppenspielen ausgetragen; Britannia belegte in der Gruppe D nach nur einem Unentschieden gegen den Vertreter der U.S.-Virgin Islands, New Vibes, und Niederlagen gegen SAP FC (Antigua und Barbuda) und San Juan Jabloteh (Trinidad und Tobago) den vierten und letzten Platz.

## Erfolge
- Arubanischer Meister: 2005, 2009, 2010, 2014, 2024
- Meister der 1st division (zweite Liga): 2001
- Meister der 2nd division (dritte Liga): 1963, 1983, 1989

## Präsidenten
chronologisch:
- Daniel V. Croes
- Sixto Feliciano
- Alfredo (Fechi) Bareño
- Glen Roy Tromp
- Ronny Henriquez
- Sixto (Titichi) Croes
- Marlon Werleman
- Eddie Berg